# Nick LaLota
Nicholas Joseph LaLota, dit Nick LaLota, né le 23 juin 1978 à Bay Shore, est un homme politique américain. Membre du Parti républicain, il représente le premier district congressionnel de New York à la Chambre des représentants des États-Unis depuis 2023.

## Biographie

### Jeunesse, études et premiers postes politiques
Nicholas Joseph LaLota naît le 23 juin 1978 à Bay Shore, dans l'État de New York. Il est diplômé de la St. Anthony's High School et, en 2000, de l'Académie navale d'Annapolis. Il sert dans la US Navy pendant huit ans, étant déployé trois fois à l'étranger. Il obtient ensuite un Master of Business Administration et un Juris Doctor à l'université Hofstra. 
LaLota est chef de cabinet du président du comté de Suffolk, Kevin McCaffrey. Il siège également siégé au conseil électoral du comté de Suffolk et est administrateur du village d'Amityville, dans l'État de New York.

### Élections à la Chambre des représentants
LaLota se présente à la Chambre des représentants des États-Unis dans le premier district congressionnel de l'État de New York pour succéder à Lee Zeldin, candidat au poste de gouverneur de New York. Il remporte l'élection de mi-mandat le 8 novembre 2022 en battant la candidate démocrate Bridget Fleming.
Le 27 décembre 2022, LaLota est l'un des premiers républicains à demander une enquête de la commission d'éthique de la Chambre des représentants sur les fausses déclarations de son collègue républicain de Long Island, le représentant élu George Santos. Il déclare : « Les New-Yorkais méritent la vérité et les républicains de la Chambre méritent de pouvoir gouverner sans cette distraction ». Il prête serment officiellement le 7 janvier 2023.
Le 7 mars 2024, pendant le discours sur l'état de l'Union du président Joe Biden, George Santos écrit sur les réseaux sociaux qu'il prévoit de se présenter contre LaLota lors des primaires républicaines de 2024. LaLota est cependant réélu le 5 novembre 2024 en obtenant 55,4 % des voix face au démocrate John Avlon.

## Vie privée
LaLota est un résident d'Amityville où il vit avec sa femme Kaylie.